# Order Lwa Złotego (Hesja)
Order domowy Lwa Złotego (niem. Hausorden vom Goldenen Löwen) – najwyższy order heski.

## Historia
Odznaczenie to ustanowione zostało początkowo w jednej klasie 14 sierpnia 1770 roku przez Fryderyka II landgrafa Hesji-Kassel ku czci świętej Elżbiety Węgierskiej. W roku 1818 został podzielony na cztery klasy:
- Krzyż Wielki (Großkreuz),
- Komandor I Klasy (Commandeur erster Klasse),
- Komandor II Klasy (Commandeur zweiter Klasse),
- Kawaler (Ritter),

lecz w roku 1851 z trzech niższych klas utworzono oddzielny Order Wilhelma.
Po aneksji Hesji-Kassel przez Królestwo Prus, order należał w latach 1866-1867 do systemu odznaczeń nadawanych przez pruskiego króla.
W październiku 1875 roku order został odnowiony, ponownie w jednej klasie przez Ludwika III, jako drugie odznaczenie Wielkiego Księstwa Hesji po Orderze Ludwika. Przestał istnieć w 1919 roku jako odznaczenie państwowe, po likwidacji wielkiego księstwa i proklamowaniu republiki w Niemczech.
Przetrwał jako jedyny order domowy Lotaryńsko-Brabanckiej (Lorraine-Brabant) gałęzi dynastii Heskiej. Wielkim mistrzem orderu jest zawsze głowa rodu, obecnie margrabia Moritz Heski.

## Insygnia
Oznakę orderu, wzorowaną na oznace brytyjskiego Orderu Podwiązki stanowił złoty owalny, ażurowy medalion z wizerunkiem godła Hesji – stojącego lwa. Na awersie otaczającego pierścienia widniała dewiza orderu: VIRTUTE ET : FIDELITATE; na rewersie umieszczono łac. napis: FRIDERICUS II D.G. HASSIÆ : LANDGRAVIUS INSTITUIT : 1770 (ustanowił Fryderyk II z Bożej Łaski Landgraf Hesji, 1770). Order był noszony na karmazynowej wstędze przez ramię lub węższej wstążce na szyi. Do orderu należała srebrna ośmiopromienna gwiazda z wizerunkiem stojącego lwa w czerwono-białe pasy na błękitnym tle, którego otaczał karmazynowy pierścień z dewizą orderu. Do orderu należał także złoty łańcuch noszony jedynie w najwyższej klasie.